# Sabas le Goth
Sabas le Goth (Roumain : Sava Gotul, Grec : Σάββας ο Γότθος; mort le 12 avril 372) est un martyr chrétien du IVe siècle. Il est fêté le 12 avril.

## Vie et persécution
Sabas naquit vers 334 dans un village de la vallée de la Buzău. Il vécut dans cette région qui fait partie de la Valachie roumaine actuelle et se convertit au christianisme dans sa jeunesse. Son hagiographe le décrit comme un Goth chantre ou lecteur de la communauté chrétienne locale.
Vers 369, Athanaric roi des Tervinges entreprit de persécuter les chrétiens vivant sur son territoire. Un noble goth entama la persécution des chrétiens dans la région où vivait Sabas. Quand ses hommes arrivèrent dans le village de Sabas, ils forcèrent les habitants à participer à un repas sacrificiel païen. Selon le conte, les villageois non-chrétiens, pour aider leurs voisins chrétiens, tentèrent de duper les autorités en échangeant les mets du sacrifice avec d’autres mets. Toutefois, Sabas refusa ostensiblement l’ensemble des nourritures.
Quelque temps plus tard, le noble goth revint et demanda s’il y avait des chrétiens dans le village. Sabas s’avança et proclama qu’il était chrétien. Les voisins de Sabas dirent qu’il était un pauvre homme sans importance. Le noble le renvoya en disant « celui-là ne peut nous faire ni bien ni mal ».
En l’année 372, Sabas célébra Pâques avec le prêtre Sansalas. Trois jours après Pâques, Atharid fils de Rothesteus, un roi associé à Athanaric, vint au village pour arrêter Sansalas. Sabas et Sansalas furent torturés. Le lendemain fut offert un nouveau festin sacrificiel païen. Sabas refusa de nouveau de manger et subit de nouvelles tortures. Le prince goth Atharid condamna Sabas à mort et celui-ci fut jeté dans la rivière Musæus, un affluent du Danube.

## Translation des reliques

Saint Sabas le Goth, mosaïque dans le véranda de la cathédrale épiscopale de Slobozia, Roumanie

Ces évènements eurent lieu sous le règne de Valentinien Ier et Valens, l’année du consulat de Modestus et Arintheus, c'est-à-dire en 372. Les restes de Sabas furent cachés par les chrétiens jusqu’à ce qu’ils puissent être envoyés en sûreté dans l’Empire Romain où ils furent recueilli par l’évêque Ascholius de Thessalonique.
Basile de Césarée demanda à Junius Soranus, commandant militaire de la province de Scythia Minor de lui envoyer ses reliques. Celles-ci furent transportées à Césarée de Cappadoce en 373 ou 374 accompagnées d’une lettre « les épîtres de l'église de Dieu en Gothie ». Cette lettre était en grec, peut-être écrite par Vetranion de Tomis. En réponse, Basile envoya deux lettres à Acholius où il chante les louanges et les vertus de Sabas, l’appelant « athlète du Christ » et « martyr pour la vérité ».
Sabas est fêté le 12 avril d’après le Martyrologe romain et le 15 avril dans les églises orthodoxes.

## Portée de cet épître
Cet épître est importante pour les historiens car c’est l’unique aperçu de la vie et des structures sociales d’un village gothique qui donne en outre des informations sur les rapports de pouvoir dans le monde des goths du quatrième siècle.

### Liens Externes
- Notices d'autorité :   - VIAF
  - GND
  - Pologne
- Saint Sabas le Goth, Martyr (372) - Le Monde Orthodoxe.
- Saint Sabas le Goth, Martyr (334-372) l'Évangile au Quotidien.